# Thitawee Aksornsri
Thitawee Aksornsri (thailändisch ทิตาธร อักษรศรี; * 8. November 1997 in Bangkok) ist ein thailändischer Fußballspieler.

## Karriere

### Verein
Thitawee Aksornsri spielt seit 2018 in Bangkok beim Police Tero FC. Wo er vorher gespielt hat, ist unbekannt. 2018 spielte er mit dem Club fünfmal in der ersten Liga, der Thai League. Ende 2018 musste der Club den Weg in die Zweitklassigkeit antreten. In der zweiten Liga, der Thai League 2, absolvierte er sechs Spiele. 2019 wurde er mit Police Vizemeister und stieg sofort wieder in die erste Liga auf. Am 1. Juli 2020 unterschrieb er einen Vertrag beim Ligakonkurrenten Port FC, einem Verein, der ebenfalls in Bangkok beheimatet ist. Zur Rückrunde 2021/22 wechselte er im Januar 2022 auf Leihbasis zum Ligakonkurrenten PT Prachuap FC. Für Prachuap absolvierte er zehn Ligaspiele. Nach der Ausleihe kehrte er zu Port zurück. Die Saison 2023/24 wurde er an den Erstligaaufsteiger Trat FC ausgeliehen. Am Ende der Saison 2023/24 belegte er mit dem Verein aus Trat den letzten Tabellenplatz und musste somit in die zweite Liga absteigen. Nach der Ausleihe kehrte er zu Port zurück. Hier wurde sein Vertrag nicht verlängert. Im Juli 2024 nahm ihn der Erstligist Nakhon Pathom United FC unter Vertrag. Am Ende der Saison 2024/25 belegte er mit Nakhon Pathom den vorletzten Tabellenplatz und musste somit in die zweite Liga absteigen.

### Nationalmannschaft
Thitawee Aksornsri spielte 2020 zweimal in der thailändischen U23-Nationalmannschaft. Mit dem Team nahm er an der U23-Asienmeisterschaft in Thailand teil.

## Erfolge
Police Tero FC
- Thailändischer Zweitligavizemeister: 2019  ▲

## Sonstiges
Thitawee Aksornsri ist der Zwillingsbruder von Thitathorn Aksornsri und der Bruder von Thatpicha Aksornsri.